# Фурвьер

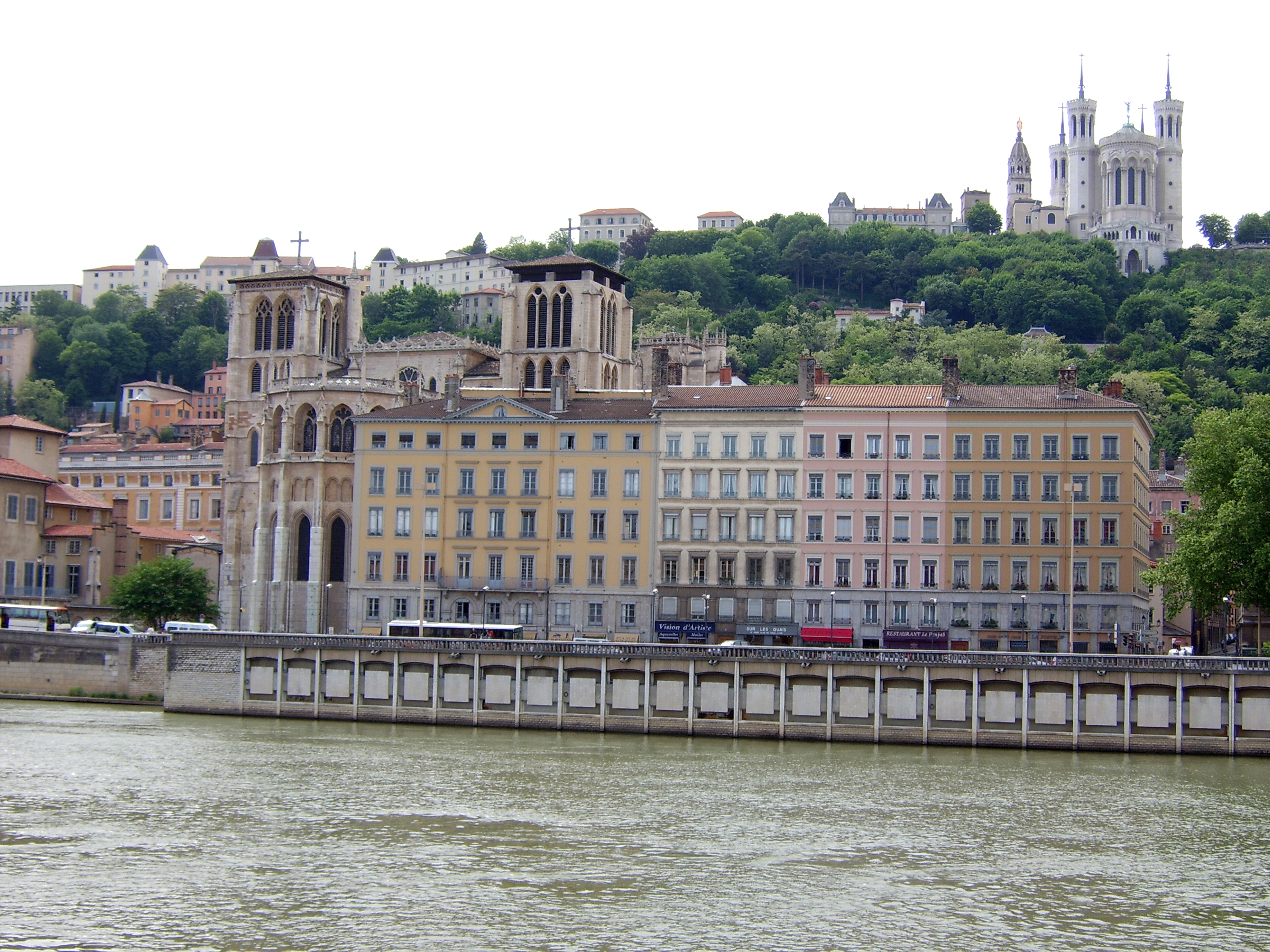
Холм Фурвьер. Вид с набережной Соны

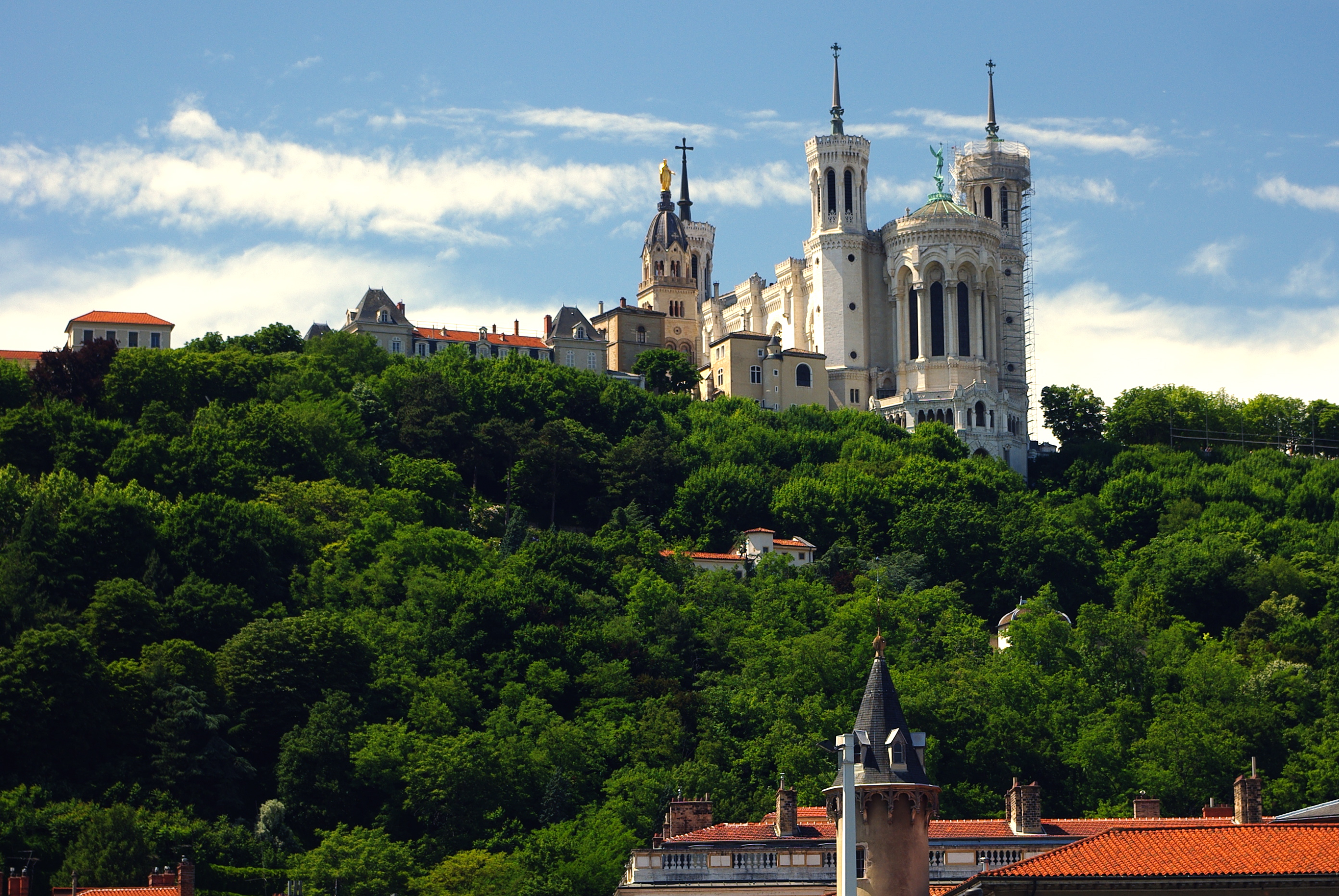
Вид на Фурвьер

Фурвье́р (фр. Fourvière) — холм возвышающийся с запада над центром Лиона. Так же называется центральный квартал, расположенный на этом холме.

## Расположение
Сона и Рона текут с севера на юг вдоль отрогов Центрального горного массива. Холм Фурвьер, на самом деле, представляет собой линию, возвышающуюся над Соной, тянущуюся от района Вэз до точки слияния рек. Высота линии от 120 до 287 метров над уровнем моря. Береговая линия включает в себя районы Сен-Ириней, Луайасс, Фурвьер, Сен-Жюс и простирается на юг вплоть до коммуны Сен-Фуа-ле-Лион. Сона огибает её, окружая район Старого Лиона.
С вершины холма открывается вид на розарии и Старый Лион; на противоположный берег Соны и Прескиль; на противоположный берег Роны, а именно, на районы Бротто, Пар-Дьё, Гильотьер, Жерлан и Монплезир. За городской чертой Лиона видны его пригород, равнины Дофине открывают вид на Бюже, Шартрёз и Альпы.
Эти преимущества, с другой стороны, окупаются тем, что подъём на Фурвьер оказывается очень крутым, а дорог на вершину немного.
На холме расположена станция фуникулёра Фурвьер.

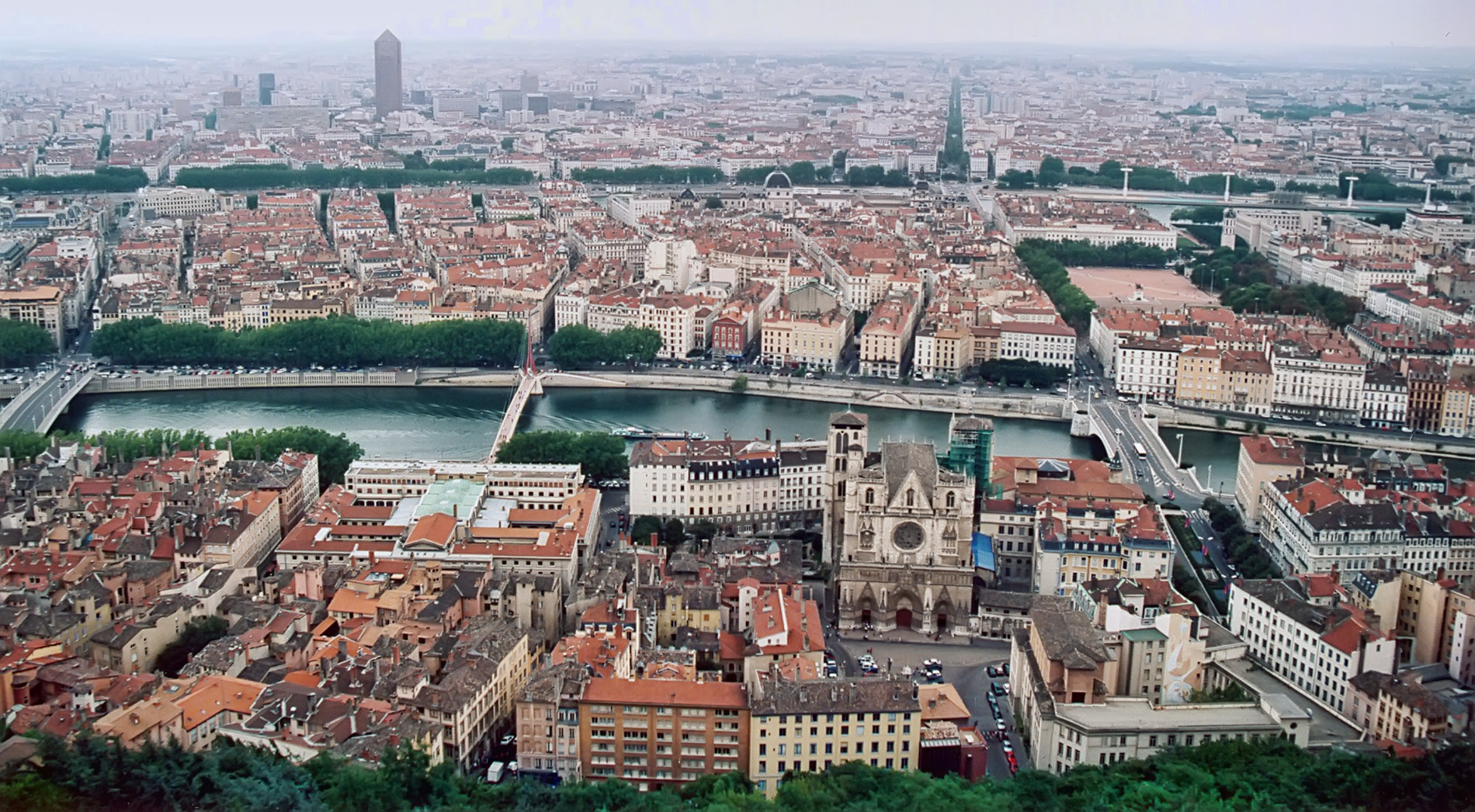
Вид на центр Лиона с холма Фурвьер

## История

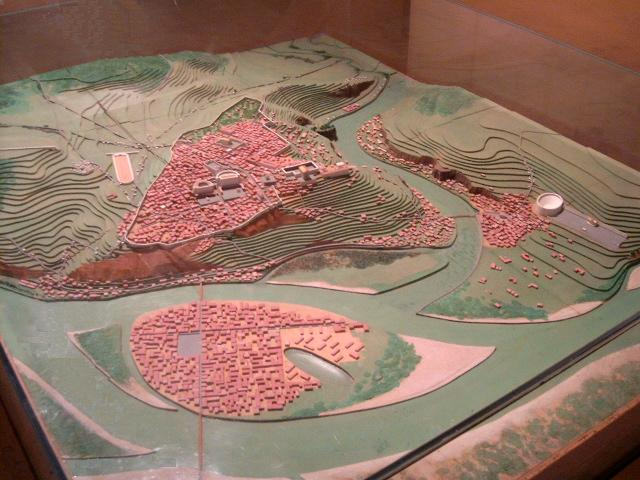
Макет галло-римского поселения Лугдун, центром которого являлся Фурвьер

На вершине холма было основано римское поселение Лугдун. Рядом с тем местом, где ныне находится Базилика Нотр-Дам-де-Фурвьер расположен римский форум, название которого Forum Vetus (Старый Форум) впоследствии трансформировалось в Фурвьер. Часть форума обрушилась в IX веке вследствие движения грунта. В более позднее время обрушения также имели место. В частности, в 1930 году в результате бедствия погибли около 40 человек. Причиной тому стало просачивание воды через почву. Среди населения распространено мнение, что под холмом, вероятно, находится подземное озеро, но это не подтверждено научными исследованиями.

## Достопримечательности
Эпитет «молящийся холм» стал распространённым благодаря археологическому и религиозному наследию этого места:
- На холме расположены такие археологические памятники, как античный театр, античный одеон и храм Кибелы
- Рядом расположен Музей галло-римской цивилизации.
- Римские мавзолеи Лиона, акведуки, термы и фонтан Кибелы.
- Базилика Нотр-Дам-де-Фурвьер, возведённая в XIX веке Пьером Боссаном, видимая со всех концов города и ставшая символом Лиона.
- Часовня Св. Фомы (XVIII век)
- Музей сакрального искусства, резиденция архиепископа
- Металлическая башня на Фурвьере
- Бывшая семинария Сен-Жюс, ныне преобразованная в лицей
- Церковь Сен-Жюс (XVI век)
- Церковь Сен-Ириней, одна из самых старых во Франции эпоха Каролингов)
- Сады Розариев, расположенные на склонах, идущих от Базилики
- Парк на горах и Мост Четырёх Ветров
- Дорога Гургийон, связывающая Сен-Жюс и Сен-Жан. Одна из самых старых улиц Лиона.